# Bo Anstrin
Bo Anstrin, född 19 juni 1927, död 9 december 2006, var en svensk sjökapten och underrättelseman. 
Anstrin var operativ chef på IB (sektionschef på IB/04) fram till dess hans identitet blev röjd 1973, då han ersattes av örlogskapten Klas Wikland. Peter Bratt hävdar att Anstrin anställdes på IB av Jan Rydström och att det var Anstrin som anställde Håkan Isacson. Den senare var Peter Bratts lumparkompis, som i början på 70-talet avskedades från IB och som kom att bli huvudkällan till Fib/Kulturfronts avslöjande av IB 1973.

I januari 1969 gjorde Anstrin tillsammans med Gunnar Ekberg inbrott i DFFG:s lokaler i Göteborg för att fotografera medlemsregister och andra dokument. Han ska också den 7 juni 1971 ha gett tillstånd till ett bombhot mot ett israeliskt flygplan på Kastrup.
Efter IB-affären köpte Bo Anstrin tillsammans med Birger Elmér en gård utanför Bjuv i Skåne och började odla betor.
Bo Anstrin är begravd på Skanörs nya begravningsplats.